# 10 Years (Armin van Buuren)
10 Years è una compilation del produttore e DJ olandese Armin van Buuren, pubblicata nel 2006.

## Tracce

### Disco 1
1. Hymne – 2:51
2. Sail – 9:13
3. Love You More (feat. Racoon) – 9:02
4. Communication Part 3 – 8:28
5. Yet Another Day (feat. Ray Wilson) – 6:39
6. Burned with Desire (feat. Justine Suissa) – 7:44
7. 4 Elements – 9:18
8. Sound of Goodbye (Dark Matter Remix) – 6:42
9. Clear Blue Moon – 7:27
10. Blue Fear – 7:54
11. Exhale (System F featuring Armin van Buuren) – 4:38

### Disco 2
1. Who is Watching (feat. Nadia Ali) (Tonedepth Remix) – 11:19
2. Saturday Night (vs. Herman Brood) – 7:45
3. Zocalo (feat. Gabriel & Dresden) – 8:40
4. This World is Watching Me (vs. Rank 1 featuring Kush) – 7:48
5. Sunspot (featuring Airwave) – 6:01
6. Touch Me – 9:09
7. Simple Things (feat. Justine Suissa) – 7:08
8. Shivers (Alex M.O.R.P.H. Red Light Dub) – 6:47
9. Wall of Sound (feat. Justine Suissa) (Airbase presents Parc Remix) – 8:09
10. Intruder (feat. M.I.K.E.) – 7:29